# Ванк (Армения)
Ванк (арм. Վանք) — село в южной части Сюникской области в Армении. Расположено на высоте около 2000 метров над уровнем моря на реке Калер, на западном склоне Мегринского хребта. 

## История
В селе расположена церковь XVII века и мост XVII века через реку Калер. Село нежилое ещё с советских времён, ныне фактически дачный посёлок. До перехода к административно-территориальному делению на марзы входило в состав Мегринского района.